# Torrubiella ratticaudata
Torrubiella ratticaudata är en svampart som beskrevs av Humber & Rombach 1987. Torrubiella ratticaudata ingår i släktet Torrubiella och familjen Cordycipitaceae.   Inga underarter finns listade i Catalogue of Life.